# EF-364
A EF-364 é uma ferrovia diagonal em bitola larga (1,60m), brasileira que a liga Santos, São Paulo, Jundiaí, Campinas, Limeira, Rio Claro, São Carlos, Araraquara, Rubinéia, Aparecida do Taboado, Rondonópolis e Cuiabá. 
Seu traçado é formado pela Linha Santos-Jundiaí, parte da Linha Tronco CPEF, Linha Tronco EFA e a Ferronorte.